# 69273 Derbyastro
69273 Derbyastro è un asteroide della fascia principale. Scoperto nel 1989, presenta un'orbita caratterizzata da un semiasse maggiore pari a 2,749565 UA e da un'eccentricità di 0,232922, inclinata di 11,117591° rispetto all'eclittica. Ha un diametro di 4,572 km.